# 馬克西米希涅
52°10′48″N 32°56′48″E / 52.18000°N 32.94667°E
馬克西米希涅（烏克蘭語：Максимихине），是烏克蘭北部的村莊，隸屬切爾尼希夫州的諾夫霍羅德-錫韋爾斯基區。該村面積0.12平方公里，海拔高度169米，2001年人口16，人口密度每平方公里133.3人。